# Chiesa di San Michele Arcangelo (Tusa)
La chiesa di San Michele Arcangelo è una chiesa di Tusa.

## Storia e descrizione
La costruzione della chiesa risale al primo periodo normanno, adiacente alla principale porta cittadina e alle mura. Della chiesa più antica rimane tuttavia solo parte della facciata. Nel 1646 vi fu realizzata una cappella della Madonna delle Grazie, per ospitarvi il dipinto precedentemente conservato nella omonima cappella del Palazzo. La chiesa prese dunque la denominazione di Madonna delle Grazie e San Michele Arcangelo.
Durante i lavori di ricostruzione svolse le funzioni di chiesa matrice (1736-1754).
La chiesa era annessa al convento dei frati minori, che si trasferirono nel 1561 e furono sostituiti dai cappuccini, che si trasferirono anch'essi nel 1572. I locali del convento divennero quindi di proprietà privata e subirono trasformazioni e rimaneggiamenti.
Fu chiusa al culto nel 1882 ed era stata sede della confraternita di Maria Santissima Rifugio dei Peccatori. Andata in rovina, fu sconsacrata nel 1898. Fu trasformata per divenire canonica nel 1958 e attualmente è utilizzata come sala parrocchiale.